# Плетнёв, Валериан Фёдорович
Валериа́н Фёдорович Плетнёв (3 (15) сентября 1886, Тульская губерния, Российская империя — январь 1942, СССР) — русский и советский писатель и литературный критик, идеолог Пролеткульта, организатор кинопроизводства.

## Биография
Родился 3 (15) сентября 1886 года в семье рабочего. Работал столяром. В 1904 году вступил в РСДРП. За революционную деятельность трижды (по другим данным, дважды) был арестован и отправлен в ссылку. После Октябрьской революции работал в Московском губсовнархозе. Участник Гражданской войны. В 1921—1932 годах возглавлял Пролеткульт (председатель ЦК Пролеткульта). Одновременно являлся заведующим издательством Пролеткульта, редактором журнала «Рабочий клуб». Член правления Московской ассоциации пролетарских писателей (1924). Входил в руководство научно-исследовательского кабинета театроведения при ГАХН (1927). Член редакционно-планового совета издательства «Теа-Кино-Печать» (1929). Председатель художественного совета 1-го Рабочего театра Московского Пролеткульта (1929). В 1932 году — член правления «Союзкино», в 1933—1936 годах был заместителем начальника Главного управления кинофотопромышленности при СНК СССР, в ноябре 1933 года вёл работы по плану кинофикации. В 1935 году награждён орденом Трудового Красного Знамени. В 1936—1938 годах — на редакционной работе. Член Союза писателей СССР с 1937 года.
Избирался членом Моссовета (1924—1929).
В июле 1941 года с началом Великой Отечественной войны ушёл добровольцем в народное ополчение Ленинского района Москвы, погиб в январе 1942 года.
Жена — Анна Андреевна Додонова (1888—1967), участница революционного движения в Москве, член РСДРП с 1911 года, председатель Московского Пролеткульта.

## Творчество

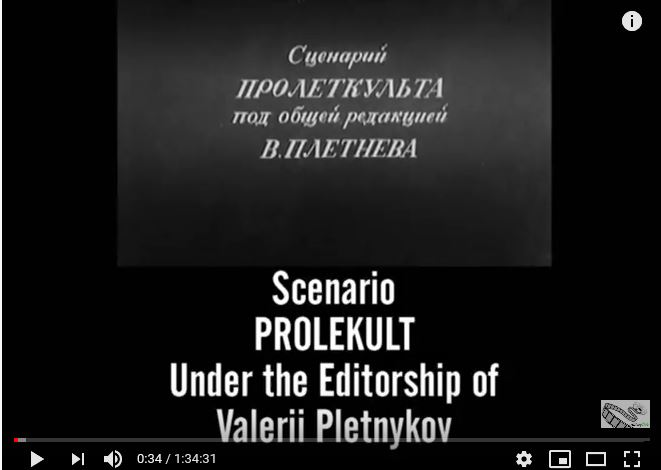
Кадр из фильма «Стачка»

Первую критическую работу опубликовал в 1913 году; первый рассказ напечатан в 1918 году.
Автор рассказов: «На тихом Плесе» (1919) о жизни ссыльных, «Золото» (1921) о дореволюционном быте на прииске в Сибири, «Андрийкино горе» (1921) о жизни детей рабочих до революции и др.; пьес: «Лена» (1921) о Ленском расстреле в апреле 1912 года, «Уездное» (1926) о жизни провинциального города в период НЭПа, «Наследство Гарланда» (1924) о революционной борьбе на Западе, комедии «Шляпа» (1933), а также нескольких инсценировок. В 1934 году В. Ф. Плетнёву за комедию «Шляпа» была присуждена третья премия на конкурсе среди писателей СССР на лучшие пьесы.
Автор ряда статей о проблемах пролетарской культуры и литературы: «Первый шаг» (1914), «На идеологическом фронте» (1922), «Пути пролетарской поэзии» (1923) и др. Будучи одним из теоретиков Пролеткульта, выступал за создание «чисто пролетарской культуры», отрицал традиции классического наследства; критиковался В. И. Лениным.
Редактор сценария кинофильма «Стачка» (1924).